# Santiago Silva (Fußballspieler, 1980)
Santiago Silva, vollständiger Name Santiago Martín Silva Olivera, (* 9. Dezember 1980 in Montevideo) ist ein uruguayischer ehemaliger Fußballspieler.

## Karriere

### Verein
Der Tanque (dt.: „Panzer“) genannte 1,83 Meter große Offensivakteur Silva stand zu Beginn seiner Karriere 1997 in Reihen der Reservemannschaft von Central Español. Von 1998 an gehörte er der Profimannschaft des Klubs an. Anfang August 1999 wechselte er innerhalb der uruguayischen Hauptstadt zu River Plate Montevideo. Zum Jahresbeginn 2001 schloss er sich Defensor Sporting an. 2002 spielte er für den brasilianischen Verein Corinthians São Paulo. Sodann unterschrieb er einen Vertrag bei Nacional Montevideo, wo er als Nachfolger für Richard Morales eingeplant war, der allerdings letztlich den Verein doch nicht verließ. Somit kam Silva nur zu wenig Einsatzzeiten. In der zweiten Jahreshälfte 2002 war er Teil der Mannschaft der „Bolsos“. Im ersten Halbjahr 2003 war Silva wieder für River Plate Montevideo aktiv. Im Juli 2003 verließ er den südamerikanischen Kontinent, um seine Karriere im Rahmen einer Ausleihe bei Energie Cottbus in Deutschland fortzusetzen. In der Zweitligasaison 2003/04 wurde er 32-mal (neun Tore) in der 2. Bundesliga eingesetzt. Ab Juni 2004 folgte eine Karrierestation beim portugiesischen Erstligisten SC Beira-Mar, für den er 30 Ligaspiele in der Spielzeit 2004/05 absolvierte und acht Treffer erzielte. Ab Juni 2005 war sodann bis Jahresende die Newell’s Old Boys aus Argentinien sein Arbeitgeber. Anfang 2006 verpflichtete ihn Gimnasia y Esgrima La Plata und lieh ihn bereits rund vier Wochen später an seinen vormaligen Klub Central Español aus, für den er in der Clausura 2006 13-mal in der Primera División auflief und drei Tore schoss. Zur Jahresmitte 2006 war er bis Ende 2007 wieder für den leihgebenden Verein Gimnasia y Esgrima La Plata aktiv. In diesem Zeitraum bestritt er 23 Erstligabegegnungen und traf sechsmal ins gegnerische Tor. Ab 2008 bis in den Januar 2009 gehörte er der Mannschaft Vélez Sársfields an. Je nach Quellenlage weist die Statistik für ihn beim Klub aus Buenos Aires sieben Tore bei 21 Ligaspielen bzw. zehn Ligatreffer ohne genaue Angabe der Einsätze aus. Anschließend bestritt Silva auf Leihbasis bis Ende 2009 für CA Banfield 35 Erstligapartien und schoss je nach Quellenlage 23 oder 22 Tore. Er gewann mit dem Team als Torschützenkönig die Apertura 2009. Im Januar 2010 kehrte er zu Vélez Sársfield zurück und wurde bis Ende August 2011 in 43 Spielen (24 Tore) der Primera División, zwei Begegnungen (kein Tor) der Copa Sudamericana 2010, sechs Partien (vier Tore) der Copa Libertadores 2010 und neun Aufeinandertreffen (vier Tore) der Copa Libertadores 2011 eingesetzt. Die Argentinier verließ er, um eine weitere Karrierestation in Europa anzutreten. Dieses Mal unterschrieb er beim AC Florenz in Italien. Er kam in zwölf Spielen (ein Tor) der Serie A und einer Partie (kein Tor) der Coppa Italia zum Einsatz. Abermals verweilte er nicht lange in Europa und trat bereits Mitte Januar 2012 ein neues Engagement in Argentinien bei den Boca Juniors an. 13-mal traf er bei 38 Ligaeinsätzen für die "Xeneizes". Hinzu kamen für ihn zwei Spiele (ein Tor) in der Copa Argentina, eins (kein Tor) in der Super Copa, zwei Begegnungen (ein Tor) der Copa Sudamericana 2012, elf (drei Tore) der Copa Libertadores 2012 und eine (ein Tor) der Copa Libertadores 2013. Wenige Wochen gehört er noch der Zweiten Mannschaft der Boca Juniors an. Er wechselte schließlich Ende Juli 2013 zum CA Lanús, mit dem er die Copa Sudamericana 2013 gewann, wozu er mit drei Treffern bei zehn Einsätzen beitrug. 54-mal lief er während seiner bis Mitte März 2015 andauernden Klubzugehörigkeit für die Mannschaft aus Lanús in der höchsten argentinischen Spielklasse auf und traf 13-mal ins gegnerische Tor. Weitere internationale Einsätze (Copa Libertadores 2014, Copa Sudamericana 2014 und Recopa Sudamericana) kamen ebenfalls hinzu. Den Rest des Jahres 2015 verbrachte er in Reihen von Arsenal de Sarandí. Dort lief er in 20 Erstligabegegnungen (sieben Tore) auf. Seit Jahresanfang 2016 steht er abermals in Reihen des CA Banfield. Er unterschrieb einen Vertrag über anderthalb Jahre Laufzeit. Dort wurde er in 26 Erstligaspielen (elf Tore), zwei Partien der Copa Argentina (kein Tor) und zwei Begegnungen (kein Tor) der Copa Sudamericana 2016 eingesetzt. Mitte Januar 2017 wechselte er zu Universidad Católica nach Chile und absolvierte beim Klub aus Las Condes bislang (Stand: 2. März 2017) vier Ligaspiele (kein Tor).

### Erfolge
Corinthians
- Copa do Brasil: 2002

CA Lanús
- Copa Sudamericana: 2013